# 3-й Елагин мост
3-й Ела́гин мост — автодорожный металлический балочный мост через Большую Невку в Санкт-Петербурге. Соединяет правый берег Большой Невки и Елагин остров, являясь главным входом в Центральный парк культуры и отдыха имени С. М. Кирова.
Первый наплавной мост в этом месте появился в 1820-х годах. В 1840 году перестроен в деревянный ригельно-подкосный разводной мост, который неоднократно ремонтировался. Существующий неразводной мост построен 2008—2009 годах в составе реконструкции Приморского проспекта. Объект культурного наследия России федерального значения.

## Расположение
Мост соединяет Приморский проспект и ЦПКиО имени С. М. Кирова. Рядом с мостом расположен буддийский храм (архитектор Г. В. Барановский, 1909—1915). Ближайшая станция метрополитена — «Старая Деревня». Выше по течению находится Ушаковский мост.

## Название
Название моста известно с 1828 года и дано по названию Елагина острова, который в свою очередь был назван по имени владельца — государственного деятеля И. П. Елагина. В 1849—1875 годах существовало название Ново-Деревенский мост.

## История

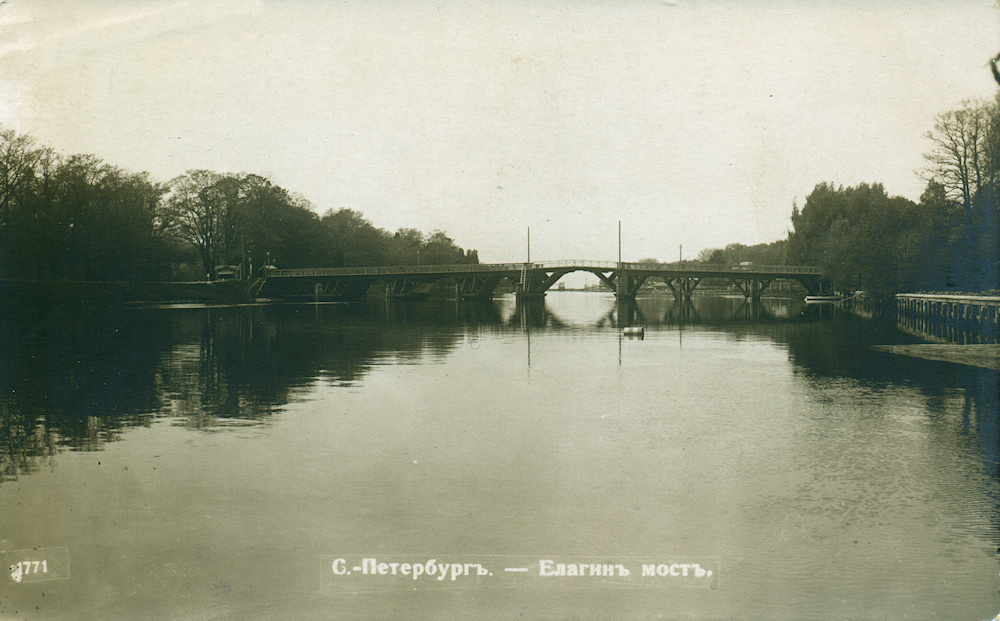
3-й Елагин мост,
фото начала XX века

Наплавной мост появился здесь в 1820-х годах. В 1826 году мост был передан из ведомства Кабинета Его Величества в городское управление. На плане Шуберта 1828 года здесь показан плашкоутный мост. В 1840 году по проекту инженеров П. П. Базена и А. И. Мальте он был заменён постоянным девятипролётным ригельно-подкосным деревянным мостом с центральным разводным пролётом. Разводной пролёт был двукрылый, раскрывающейся системы, состоял из 4 деревянных рам. Разводка моста производилась с помощью ручных лебёдок. В 1860—1861 годах (по проекту инженера Антона Штукенберга) и 1874 году выполнен ремонт моста. В 1900 году журнал «Неделя строителя» писал: «3-й Елагинский мост <…> может служить, например, прекрасным образцом того, до чего можно довести деревянный мост отсутствием своевременного ремонта».
В 1900—1901 годах мост был перестроен на новом свайном основании с расширением разводной части. Длина моста составляла 98,85 м, ширина — 13,1 м. В 1925 выполнен очередной ремонт.
К концу 1940-х годов мост был семипролётным. В 1949—1951 годах по проекту инженеров конторы «Дормостпроект» В. В. Демченко и В. В. Блажевича силами треста «Ленмостострой» произведена реконструкция моста, в результате которой он стал восьмипролётным с центральным разводным пролётом. Постоянные пролётные строения были металлические, сварные, балочно-разрезной системы. В поперечном сечении состояли из 8 главных двутавровых балок, связанных между собой попарно. Разводной пролёт был однокрылый, раскрывающейся системы с неподвижной осью вращения. В поперечном сечении состоял из 2 металлических сварных балок, связанных между собой балочной клеткой. Пролёт в свету разводного пролёта — 13,5 м. Устои моста бетонные на естественном основании. Промежуточные опоры башенного типа на деревянном свайном основании с жёстким металлическим ростверком и металлической рамной обстройкой. Длина моста составляла 93,3 (95,5) м, ширина — 12,0 м, в том числе 2 тротуара по 2,25 м. На мосту было установлено металлическое сварное перильное ограждение простого рисунка по типу перил 1-го и 2-го Елагиных мостов.
В 1976 году по проекту инженеров Технического отдела Ленмосттреста А. В. Юшина и В. П. Кошкиной произведён капитальный ремонт моста. Деревоплита на постоянных пролётах была заменена на железобетонные плиты, включённые в работу главных балок, с восстановлением асфальтобетонного покрытия. Произведён ремонт дощатого настила на разводном пролёте и обшивка опор. В 1982 году выполнен капитальный ремонт механизмов и электротехнических устройств. В 1999 году в створе русловых опор моста установлены металлические охранные кусты.
В 2008—2009 годах в составе реконструкции Приморского проспекта старый мост был разобран и на его месте построен новый металлический трёхпролётный неразводной мост. Заказчиком работ являлся СПб ГКУ «Дирекция транспортного строительства», генподрядчиком — ЗАО «АБЗ-Дорстрой», генеральным проектировщиком — ГУП «Ленгипроинжпроект». Проект моста был разработан ЗАО «Институт Гипростроймост — Санкт-Петербург» (инженер С. П. Пятченко), строительные работы выполнило СУ-3 ЗАО «Трест Ленмостострой» под руководством инженера В. Н. Шарапова. На время строительства нового моста выше по течению был сооружён временный объездной мост, собранный из прокатных двутавровых балок, установленных на металлические рамы.

## Конструкция

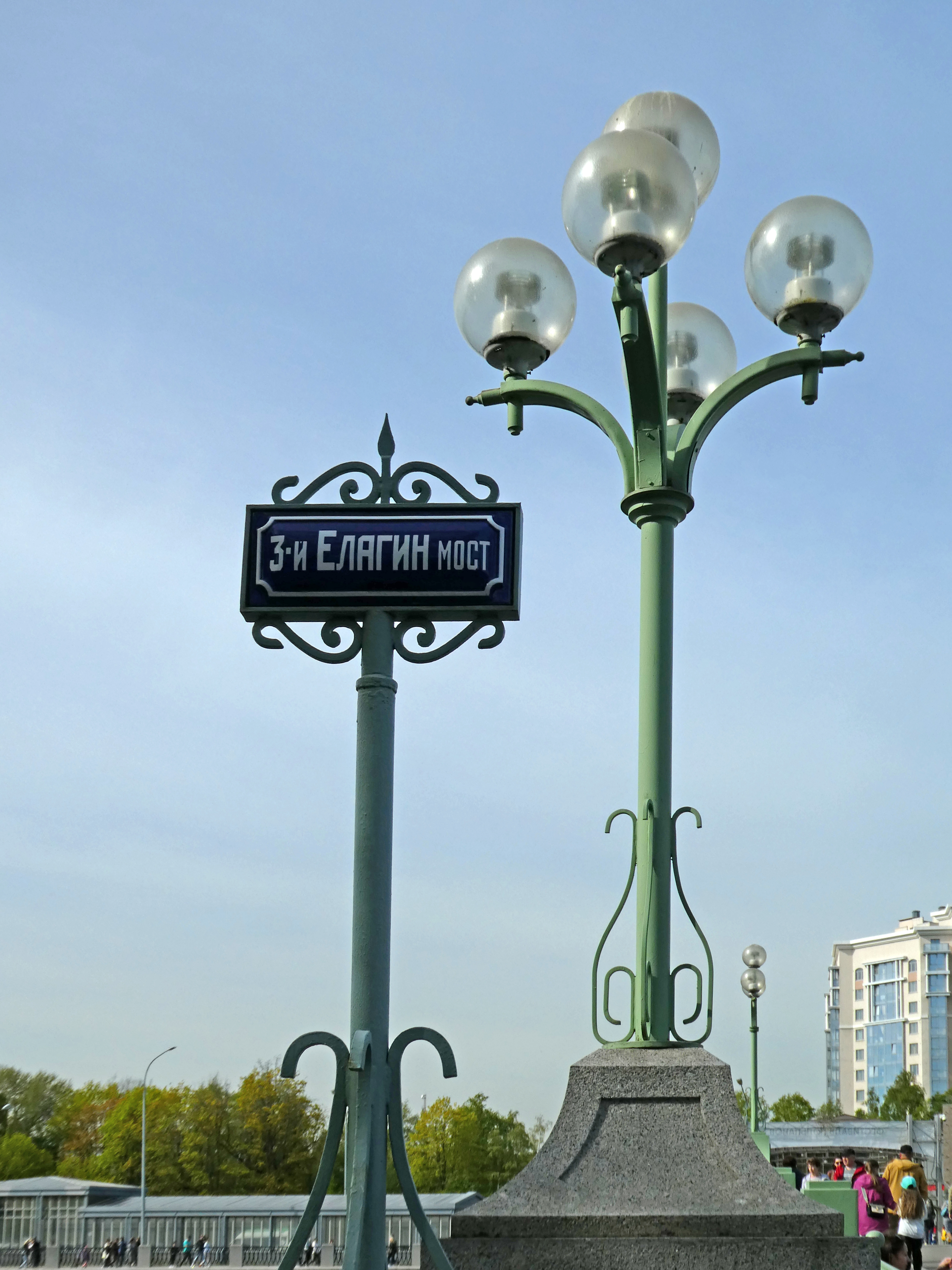
Торшер и табличка с названием моста

Мост трёхпролётный металлический балочный. Пролётное строение состоит из 2 неразрезных балок с криволинейным очертанием нижнего пояса. Опоры из монолитного железобетона на свайном основании, облицованы гранитом. В основаниях промежуточных опор устроены ледорезы. Длина моста составляет 96,1 м, ширина — 12,6 м.
Мост предназначен для движения пешеходов и автотранспорта. Проезжая часть моста включает в себя 2 полосы для движения автотранспорта. Покрытие проезжей части и тротуаров асфальтобетонное по ортотропной плите. Тротуар отделён от проезжей части гранитным поребриком. На мосту установлено металлическое сварное перильное ограждение художественного рисунка, состоящее из решёток и тумб. На устоях моста установлен гранитный парапет. На устоях и опорах моста установлено 8 металлических торшеров со сферическими светильниками.